# Kuula
Kuula is het lied van Estse zanger Ott Lepland dat Estland vertegenwoordigde tijdens het Eurovisiesongfestival in 2012. Naast Lepland bevond zich ook Marvi Vallaste op het podium tijdens het optreden in Bakoe om Lepland te versterken. Het lied "Kuula" is geschreven in het Estisch, de titel betekent "Luister". Ott Lepland bracht ook een Spaanse ("Escucha"), Engelse ("Hear me") en Russische ("Слушай") versie van dit nummer uit.
In de tweede halve finale behaalde Kuula 100 punten, wat een vierde plaats opleverde. In de finale behaalde het nummer 120 punten, wat resulteerde in een zesde plaats.